# Australia en los Juegos Paralímpicos de Innsbruck 1984
Australia estuvo representada en los Juegos Paralímpicos de Innsbruck 1984 por tres deportistas masculinos. El equipo paralímpico australiano no obtuvo ninguna medalla en estos Juegos.